# Атон
Атон је сунчев диск у древној египатској митологији, у почетку схватан као један од аспеката бога Ра. Касније је постао божанство у монотеистичкој, односно монистичкој религији Аменхотепа , који се прозвао Ехнатон. Поштовање Атона је, по свему судећи, престало убрзо наком Ехнатонове смрти. Уз њега је Атона поштовала и супруга Нефертити. Ехнатонов син Тутанкамон је првобитно носио име Тутанкатон.

## Етимологија и порекло
Реч Атон се појављује у Старом краљевству као именица која значи „диск“ која се односила на било шта равно и кружно; сунце је названо „диск дана“ где се сматрало да Ра борави. По аналогији, термин „сребрни атон“ се понекад користио за означавање месеца. Илустрације Атона високог рељефа и ниског рељефа приказују га са закривљеном површином, те је научник Хју Нибли инсистирао да би тачнији превод био глобус, кугла или сфера, а не диск.
Прво познато спомињање Атона, сунчевог диска као божанства, налази се у Причи о Синухеу из 12. династије, у којој је преминули краљ описан како се уздиже као бог на небо и сједињује се са сунчевим диском, божанско тело које се спаја са својим творцем.

## Религија
Соларни Атон је био у великој мери обожаван као бог у време владавине Аменхотепа III када је приказан као човек са главом сокола слично Рау. У време владавине наследника Аменхотепа III, Ехнатона, Атон је постао централни бог египатске државне религије, и Аменхотеп IV је променио своје име у Ехнатон да би одражавао његову блиску везу са новим врховним божанством. Принципи Атонове религије су забележени на зидовима стеновитих гробница Акетатона. У религији Атона (Атенизам), ноћ је време за страх. Рад се најбоље обавља када је сунце, Атон, присутно. Атон се брине за свако створење, и створио је реку Нил на небу (кишу) за Сиријце. Атон је створио све земље и људе. Зраци сунчевог диска само пружају живот краљевској породици; сви остали добијају живот од Ехнатона и Нефертити у замену за лојалност Атону. Атон је приказан како брине о људима кроз Ехнатона тако што се Атонове руке пружају према краљевској породици, дајући им анке који представљају живот који је дат човечанству кроз Атона и Ехнатона. У Ехнатоновој Химни Атону, љубав према човечанству и Земљи је приказана у Атоновим манирима:
Атон се сагиње ниско, близу земље, да бди над својом креацијом; он заузима своје место на небу у исту сврху; он се замара у служби створења; он за све њих сија; даје им сунце и шаље им кишу. Нерођено дете и пиле су збринути; и Ехнатон тражи од свог божанског оца да 'подигне' створења за његово добро како би она могла тежити ка стању савршенства његовог оца, Атона.
Ехнатон се није представљао као бог, већ као Атонов син, мењајући претходне методе фараона који су тврдили да су отелотворење Хоруса. Ово доприноси уверењу да се атонизам треба сматрати монотеистичком религијом, где је „живи Атон поред кога нема другог; он је био једини бог“.
Постоји само један познат пример Атоновог говора, „који је рекао 'Живи Атон': моји зраци осветљавају...”
Атон је еволуција идеје о богу сунца у египатској митологији, изводећи много својих концепата моћи и репрезентације од ранијег бога Ра, али надограђујући се на моћ коју Ра представља. Атон је носио апсолутну моћ у универзуму, представљајући животворну силу светлости у свету, као и стапање са концептом и богињом Маат да би развио даље одговорности за Атона изван моћи саме светлости.

### Иконографија
Атон је по природи био свуда и нематеријалан, јер је био сунчева светлост и енергија у свету. Према томе, он није имао физичке представе које су имали други египатски богови; био је представљен сунчевим диском и досежућим зрацима светлости. Објашњење зашто Атон није могао бити у потпуности представљен било је то што је Атон био изван стварања. Тако су сцене богова уклесане у камену које су раније приказивале животиње и људске облике, сада приказују Атона као куглу изнад са животворним зрацима који се пружају ка краљевској фигури. Ова моћ је превазишла људски или животињски облик.
Касније је наметнут иконоклазам, те су чак и прикази Атона на сунчевим дисковима забрањени едиктом који је издао Ехнатон. У едикту је одредио да се Атоново име пише фонетски.

## Богослужење
Култни центар Атона био је у новом граду Акетатон; неки други култни градови укључују Тебу и Хелиополис. Принципи Атоновог култа забележени су на зидовима гробница Амарне. Значајно другачији од других древних египатских храмова, Атонови храмови су били с отвореним крововима како би пропуштали сунчеве зраке. Врата су имала поломљене надвратнике и подигнуте прагове. Атонове статуе нису биле дозвољене; на то се гледало као на идолопоклонство. Међутим, они су обично замењени функционално еквивалентним приказима Ехнатона и његове породице који поштују Атона и примају анк (дах живота) од њега. Свештеници су имали мање посла, јер су приноси (воће, цвеће, колачи) били ограничени, а пророчишта нису била потребна.
У богослужењу Атона није вршена свакодневна служба очишћења, миропомазања и облачења божанског лика. Тамјан се палио неколико пута дневно. Химне које су се певале Атону биле су праћене музиком на харфи. Атонове церемоније у Акетатону укључивале су давање Атону приноса замахом краљевског жезла. Уместо процесија на баркама, краљевска породица се возила у кочијама у дане фестивала. Познато је да су елитне жене богослужиле Атона у храмовима заклоњеним од сунца у Акетатону.

### Архитектура
Два храма су била централна за град Акетатен, већи од два имао је „отворену, непокривену структуру која је покривала површину од око 800 m × 300 m (2.600 ft × 1.000 ft) на северном крају града”. Храмови Атона били су структуре на отвореном са мало или без крова како би се максимизирала количина сунчеве светлости у унутрашњости што их чини јединственим у поређењу са другим египатским храмовима тог времена. Балустраде које приказују Ехнатона, краљицу и принцезу како грле зраке Атона, пратиле су степеништа, рампе и олтаре. Ови фрагменти су првобитно идентификовани као стеле, али су касније прекласификовани у балустраде на основу присуства сцена са обе стране.